# Rodolfo Carreras
Rodolfo Carreras – piłkarz urugwajski, pomocnik.
Jako piłkarz klubu Central Montevideo wziął udział w turnieju Copa América 1937, gdzie Urugwaj zajął czwarte miejsce. Carreras zagrał w trzech meczach - z Chile, Brazylią i Argentyną.
Carreras grał także w Argentynie - w klubach Estudiantes La Plata i CA Lanús. W lidze argentyńskiej rozegrał 143 mecze, w których zdobył tylko 1 bramkę - jako gracz klubu Lanús strzelił gola 8 sierpnia 1943 roku w zremisowanym 1:1 meczu przeciwko zespołowi CA Platense.
Carreras od 18 lipca 1935 roku do 10 października 1937 roku rozegrał w reprezentacji Urugwaju 6 meczów, w których nie zdobył żadnej bramki.